# XI. Ptolemaiosz
XI. Ptolemaiosz (II.) Alexandrosz (görögül Πτολεμαίος Αλέξανδρος, Kr. e. 104 – Kr. e. 80. április 22.), az ókori Egyiptom tizenegyedik királya a Ptolemaidák közül (uralkodott Kr. e. 80-ban), X. Ptolemaiosz gyermeke volt.

## Élete
Édesapja saját fivére, IX. Ptolemaiosz ellenében jutott hatalomra Kr. e. 107 és Kr. e. 88 között, de halála után IX. Ptolemaiosz restaurálta uralmát. Az ifjabbik Ptolemaiosz Alexandroszt még Kr. e. 102 körül nagyanyja, a hatalmat I. Alexandrosszal megosztó III. Kleopátra helyezte biztonságba Kósz szigetére, amit Kr. e. 88-ban a pontoszi király, VI. Mithridatész Eupatór foglalt el. Bár az uralkodó mély tisztelettel bánt vele, Ptolemaiosz hamarosan megszökött tőle, és az ellene háborút indító Lucius Cornelius Sulla táborába ment, akit később hazakísért Rómába. A dictatorrá emelkedő politikus nagybátyja Kr. e. 80-as halálakor a nála komoly kegyekre szert tevő ifjabb Alexandroszt nevezte ki Egyiptom élére.
IX. Ptolemaiosz törvényes fiúutód nélkül halt meg, de lányai voltak. Alexandria lakossága közülük III. Berenikét, X. Ptolemaiosz özvegyét – végeredményben XI. Ptolemaiosz mostohaanyját – tette meg uralkodónak. Az egyiptomiak nyomására Bereniké és mostohafia kénytelen volt összeházasodni, ám a frigy nem volt hosszú életű: Alexandrosz 19 napnyi házasság után meggyilkoltatta Berenikét, mire a felháborodott alexandriaiak a gümnaszionba rángatták, ahol meglincselték.
Ekkor úgy tűnt, az ókori Egyiptom függetlenségének végleg vége szakad, ugyanis XI. Ptolemaiosz korábban végrendeletileg a Római Köztársaságot jelölte meg törvényes örököséül. Mi több, a férfiágon hivatalosan kihalt dinasztia nem tudott más legitim örököst felmutatni, csak IX. Ptolemaiosz törvénytelen fiát, XII. Ptolemaioszt. Ez utóbbinak hatalmas összegekbe és rengeteg időbe telt, mire a köztársasággal valamelyest el tudta ismertetni jogait.